# Histopathology
Histopathology è una rivista medica mensile sottoposta a revisione paritaria che tratta di patologia diagnostica, di ricerca e chirurgica. È stata fondata nel 1977 ed è pubblicata dalla Wiley-Blackwell. Il caporedattore è Daniel Berney.
Il fattore di impatto per il 2024 è stato pari a 3,7  e la rivista si è posizionata nel primo quartile delle categorie !Patologia" e "Biologia cellulare".

## Articoli rilevanti
Esempi derivati da Wikipedia
- NA. Shepherd, Granulomas in the diagnosis of intestinal Crohn's disease: a myth exploded?, in Histopathology, vol. 41, n. 2, agosto 2002,  pp. 166–8, DOI:10.1046/j.1365-2559.2002.01441.x, PMID 12147095. (Malattia di Crohn)
- Cheng L, Montironi R, Bostwick DG, Lopez-Beltran A, Berney DM, Staging of prostate cancer, in Histopathology, gennaio 2012, PMID 22212080. (carcinoma della prostata)
- M.M. ISLAM, A.K. AZAD e P.K. BARDHAN, Pathology of shigellosis and its complications, in Histopathology, vol. 24, n. 1, 1994-01,  pp. 65-71, DOI:10.1111/j.1365-2559.1994.tb01272.x. URL consultato il 1º novembre 2020. (colite pseudomembranosa)
- MacDonald TT, Domizio P, Autistic enterocolitis; is it a histopathological entity?, in Histopathology, vol. 50, n. 3, 2007,  pp. 371–9, DOI:10.1111/j.1365-2559.2007.02606.x, PMID 17257133. (cause dell'autismo)
- Harris NL, Jaffe ES, Diebold J, Flandrin G, Muller-Hermelink HK, Vardiman J, Lister TA, Bloomfield CD, The World Health Organization classification of neoplastic diseases of the haematopoietic and lymphoid tissues: Report of the Clinical Advisory Committee Meeting, Airlie House, Virginia, November 1997, in Histopathology, vol. 36, n. 1, 2000,  pp. 69–86, DOI:10.1046/j.1365-2559.2000.00895.x, PMID 10632755. (macroglobulinemia di Waldenström)